# رالف ئی. وانلو
رالف ئی. وانلو (انگلیسی: Rolf E. Vanloo؛ ۲۴ مارس ۱۸۹۹ – ۱ ژانویهٔ ۱۹۴۱) فیلم‌نامه‌نویس و نمایش‌نامه‌نویس اهل آلمان بود.

## فیلم‌شناسی
- مرد پولادین (۱۹۲۲)
- آسفالت (۱۹۲۹)
- طلا (۱۹۳۴)
- نقاب آبی (۱۹۴۳)